# Бєлопавличі
Бєлопавличі (Bjelopavlići) — долина річки Зета, смуга родючої низовини в Чорногорії.

## Опис
Простягається вздовж річки Зети, будучи ширшою в нижньому кінці річки, аж до впадіння в річку Морача біля Подгориці. Клан Білопавличі походить з цієї долини. Регіон розташований навколо Даниловград.

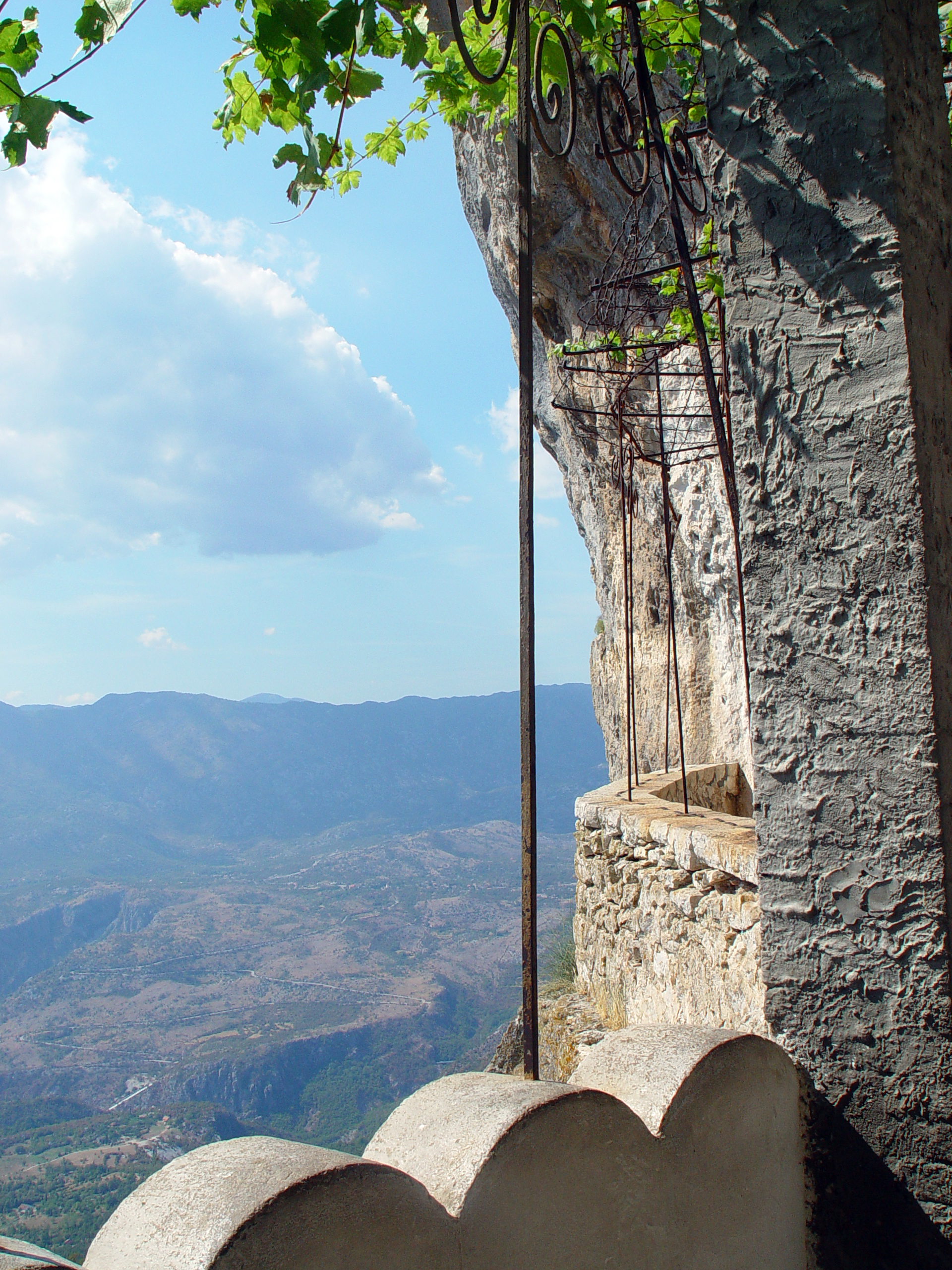
Вигляд долини Бєлопавличі із монастиря Острог

Долина річки Зета історично була густо заселена, оскільки родючі низовини рідкісні в гірській Чорногорії.
Друга чимала рівнина Чорногорії — рівнина Зета — була названа на честь річки Зета, хоча сама річка Зета через неї не протікає.
Рівнина Белопавлічі забезпечила коридор для дорожнього та залізничного сполучення між двома найбільшими містами Чорногорії, Подгориця та Никшич. Найбільшим поселенням на рівнині є місто Даниловград.
Даниловград — місто, назване на честь його засновника князя Данила, розташовується на березі річки Зета в центрі долини Белопавлічі. У Даниловграді є безліч історичних пам'яток, а в околицях міста — природні пам'ятки: гірські вершини і мармурові скелі.

## Події у долині Бєлопавличі
Назва пішла від імені втікача від османів Білого Павла, який оселився на березі річки Зета. Білопавлічі вперше згадуються в документі Рагузана, що датується 1411 р. Коли вони разом з Малоншичі, Озрінічі та Мазничі розграбували корабель Республіки Рагуза. За деякими джерелами, це албанське плем'я. У 1496 році османи завоювали більшу частину території вздовж річки Зети та навколишню територію під назвою «Пагорби», до якої входили Васоєвічі, Белопавлічі, Піпери, Кучі, Братоножичі, Морачани та Ровчани. Територія входила до Санджака Скутарі.
У 1596 році на рівнині Білопавлічі спалахнуло повстання, яке згодом поширилося на міста Дробняці, Никшич, Піва та Гацко. Його було придушено через відсутність зовнішньої підтримки.
У 1612 р. Султан послав сина Мехмета-паші до Подгориці для придушення повстань. Паша пробув у Подгориці три місяці, а потім вирішив спустошити Белопавлічі, взявши 80 рабів і жінок, невільників, підпаливши село та підпалюючи тварин. У 1613 році османи розпочали кампанію проти повстанських племен Чорногорії. Вони домовилися з повстанцями за 1000 дукатів та 12 рабів. Венеціанський історик Маріано Болізза у травні 1614 року зафіксував, що область перебуває під командуванням османської армії в Подгориця. Було 800 озброєних білопавлівців, якими командували Ненека Латинович та Братіч Томашевич. Пізніше того ж року Белопавлічі, Кучі, Піпери та Келменд "надіслали листа королям Іспанії та Франції, в яких заявили, що вони не залежать від османського правління і не платили данини імперії. У 1819 році відбиття османської навали з Албанії під час Русько-турецької війни (1828—1829) призвело до визнання суверенітету Чорногорії.
| Прапор Чорногорії | Це незавершена стаття про Чорногорію. Ви можете допомогти проєкту, виправивши або дописавши її. |